# Paolo Gandolfi
Paolo Gandolfi (Reggio Emilia, 22 settembre 1966) è un politico italiano.

## Biografia
Nato nel 1966 a Reggio Emilia, si è laureato in Architettura presso l'Istituto Universitario di Architettura di Venezia. Ha una sorella che si chiama Claudia (1974), che è un'insegnante di matematica e abita a Vercurago. Nell'anno accademico 1990/91 segue i corsi di architettura presso la University of Newcastle upon Tyne. Dal 1992 al 1994 è membro del Senato Accademico dell'IUAV e Presidente del Senato degli Studenti della stessa università. Sposato, ha due figli. Comincia a lavorare nel 1995 vendendo libri Garzanti, per poi fondare nel 1996 uno studio professionale specializzato in architettura, progettazione ambientale e urbanistica. Membro del Consiglio dell'Ordine degli Architetti dalla provincia di Reggio Emilia dal 1997 al 1999. Dal 2000 al 2007 ha lavorarato come dirigente nella pubblica amministrazione sui temi della pianificazione, trasporti e dell'ambiente.
Tra il 1997 e il 2007 ha tenuto un corso di Progettazione Urbana come professore a contratto all'Università di Ferrara.
Ha iniziato a impegnarsi politicamente a Venezia, da studente universitario, sulla riforma dell'università (riforma Ruberti), sul nuovo Statuto dell'IUAV e nella protesta contro tangentopoli. Nel 1993 è stato attivista per l'elezione di Massimo Cacciari a Sindaco di Venezia. Dopo la laurea è tornato a Reggio Emilia, dove ha portato avanti l'impegno politico volontario per il Movimento per l'Ulivo, i Democratici di Sinistra e infine per contribuire alla nascita del Partito Democratico.
È stato Assessore alla Mobilità, alle Infrastrutture e ai Lavori pubblici del comune di Reggio Emilia, tra il 2007 e il 2013 nella I e II giunta Delrio.

### Elezione deputato
Alle elezioni politiche del 2013 viene eletto deputato della XVII legislatura della Repubblica Italiana nella circoscrizione XI Emilia Romagna. È membro della IX Commissione Trasporti e Telecomunicazioni e della Commissione Parlamentare di Inchiesta sulle condizioni di sicurezza e sullo stato di degrado delle città e delle loro periferie. Si occupa prevalentemente di mobilità sostenibile, mobilità urbana, sicurezza stradale, trasporto pubblico locale e trasporto ferroviario. È stato relatore della legge per l'istituzione del reato di omicidio stradale, della pdl delega per la riforma del Codice della Strada, del parere al decreto legislativo sui servizi pubblici locali. È relatore della pdl sulla mobilità ciclistica.